# Cursolo-Orasso
Cursolo-Orasso fue una comuna italiana de la provincia de Verbano-Cusio-Ossola, región de Piamonte.
El municipio fue fundado el 1 de enero de 1928 mediante la fusión de los hasta entonces municipios separados de Cursolo (capital del nuevo municipio) y Orasso. Existió como municipio hasta el 31 de diciembre de 2018, y a partir de entonces su territorio pasó a formar parte del actual municipio de Valle Cannobina.

## Evolución demográfica
| Gráfica de evolución demográfica de Cursolo-Orasso entre 1861 y 2001 |
|                                                                      |
| Fuente ISTAT - elaboración gráfica de Wikipedia                      |